# Châtelet (Métro Paris)

Plan des U-Bahnhofs und der Station des RER

Der unterirdische U-Bahnhof Châtelet [ʃɑtlɛ] ist der zentrale Umsteigebahnhof im Netz der Pariser Métro. Er wird von den Linien 1, 4, 7, 11 und 14 bedient, die jeweils eigene Stationen besitzen. Zudem besteht über einen Verbindungsgang zum Bahnhof Châtelet-Les Halles die Übergangsmöglichkeit zu den S-Bahn-ähnlichen RER-Linien A, B und D. Der U-Bahnhof wird täglich von etwa 39.000 Besuchern passiert, das Ensemble aus fünf Stationen zählt zu den zehn am stärksten frequentierten U-Bahnhöfen der Stadt.

## Lage
Der U-Bahnhof befindet sich an der Grenze der Stadtviertel Quartier Saint-Germain-l’Auxerrois und Quartier des Halles im 1. Arrondissement mit dem Quartier Saint-Merri im 4. Arrondissement von Paris.
Die Station der Linie 1 liegt längs unterhalb der Rue de Rivoli unmittelbar westlich deren Kreuzung mit der Rue Saint-Denis. Die Linie 4 hat ihre Station längs unter der Rue des Halles. Unmittelbar am Seineufer, südöstlich der Straßenbrücke Pont au Change, befindet sich längs unter dem Quai de Gesvres die Station der Linie 7. Die Endstation der Linie 11 liegt nördlich davon längs unter der Avenue Victoria vor dem Park Square de la Tour Saint-Jacques. Unter einem Häuserblock befindet sich, westlich parallel zur Station der Linie 4, die Station der Linie 14.

## Name
Namengebend ist die Place du Châtelet. Die 1130 an der Stelle errichtete Kastellburg Grand Châtelet sicherte die Brücke Grand Pont (heute: Pont au Change), den Flussübergang vom nördlichen Seineufer zur Île de la Cité. Nach dem Bau der Stadtmauer wurde das Gebäude im 13. Jahrhundert zum Amtssitz des Prévôt de Paris und diente u. a. als Gericht und Gefängnis. 1802 wurde es auf Befehl Napoleon Bonapartes abgerissen.
Bei der Eröffnung erhielt der U-Bahnhof den Namen „Pont au Change“, den er bis 1926 behielt. Die gleichnamige Brücke war bis 1788 mit Häusern bebaut, in denen Wechselstuben (fr: Bureaux de change) residierten. Von 1926 bis 1934 hieß der U-Bahnhof „Pont Notre-Dame“.

## Geschichte
Die Station der Linie 1 wurde am 6. August 1900 eröffnet. Diese war bereits am 19. Juli 1900 in Betrieb genommen worden und verkehrte damals auf dem Abschnitt von Porte de Vincennes nach Porte Maillot, wobei in den Anfangstagen noch nicht alle Stationen bedient wurden.
Am 21. April 1908 ging die gleichnamige Station der Linie 4 in Betrieb. Zunächst war sie Endpunkt der von Porte de Clignancourt kommenden Züge. Die Verknüpfung mit dem 1909 eröffneten Südabschnitt der Linie 4 erfolgte am 9. Januar 1910 mit der Inbetriebnahme der Unterquerung der Seine.
Im Zuge der östlichen Verlängerung der Linie 7 folgte am 16. April 1926 deren Station, nun unter dem Namen „Pont Notre-Dame“. Die Bauarbeiten erwiesen sich wegen des nassen Untergrunds, der noch vorhandenen Fundamente des Grand Châtelet und eines Abwasserkanals als schwierig.
Die Linie 11 erhielt am 28. April 1935 ihre Station, nun unter dem heutigen Namen. Sie hat dort nach wie vor ihren Ausgangspunkt und führte zunächst nur 5500 m weit bis Porte des Lilas.
Die letzte Erweiterung des U-Bahnhofs war die Eröffnung der Station der Linie 14 (von Madeleine nach Bibliothèque François Mitterrand) am 15. Oktober 1998.

## Beschreibung

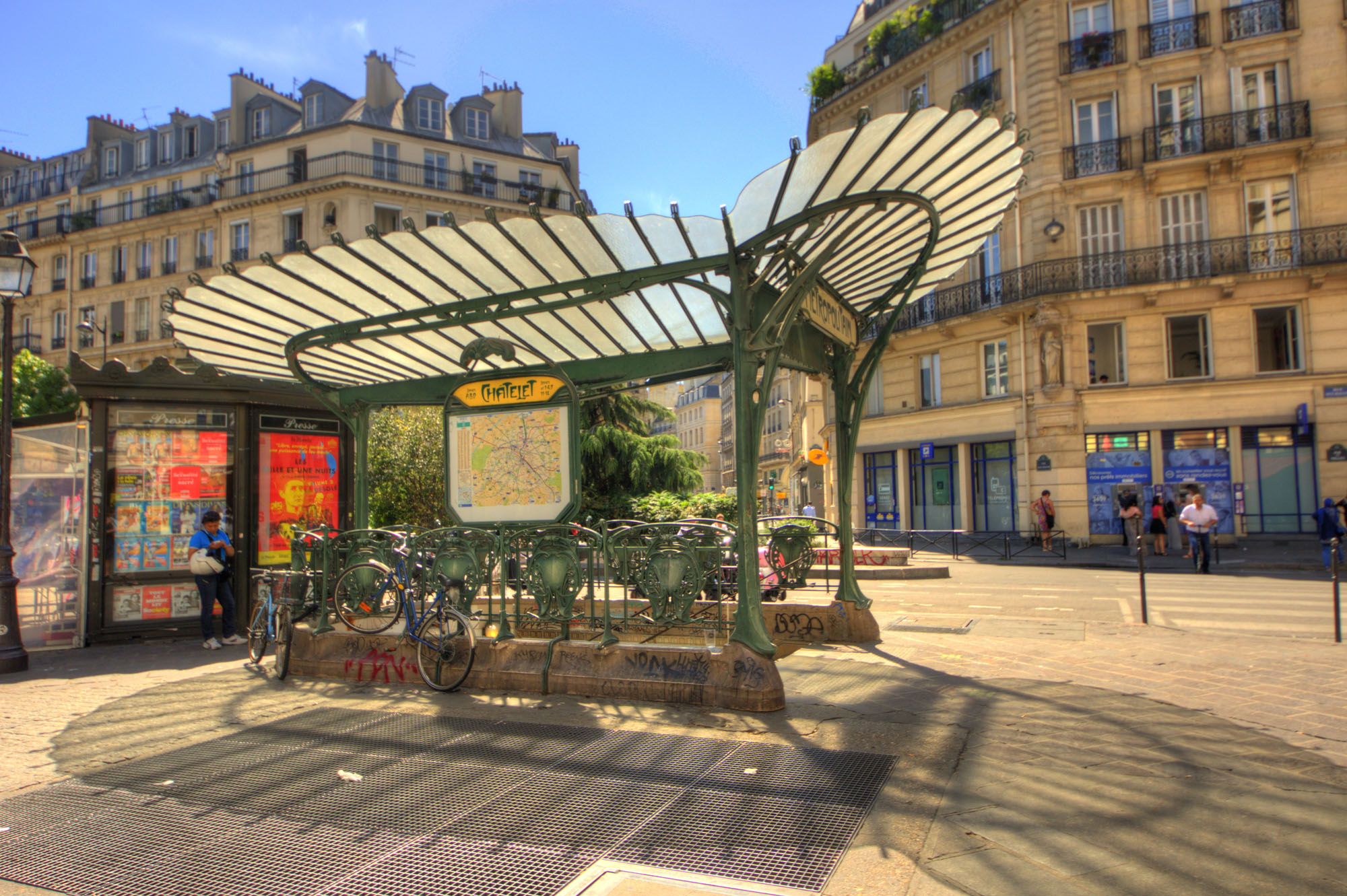
Replikat einer von Hector Guimard gestalteten Zugangsüberdachung

Die Stationen der Linien 1 bis 11 liegen unter elliptischen, gefliesten Deckengewölben, die Seitenwände folgen deren Krümmung. Die Station der Linie 14 hat ein rundes Deckengewölbe und senkrechte Seitenwände. Mit Ausnahme der Linie 11 liegen Seitenbahnsteige an zwei parallelen Streckengleisen.
Die Station der Linie 11 hat als Endstation einen Seitenbahnsteig für die ankommenden Züge. Nach der Ankunft fahren sie weiter in eine dreigleisige Anlage mit zwei Abstellgleisen und einem dazwischenliegenden Wendegleis. Der Abfahrtbahnsteig liegt als Mittelbahnsteig zwischen zwei Gleisen, von denen aus – ggf. über eine doppelte Gleisverbindung – sowohl das Streckengleis als auch eine weitere Abstellgruppe erreicht werden.
Die Stationen der Linien 7 und 11 weisen die ursprüngliche Standardlänge von 75 m auf, die der Linien 1 und 4 wurden in den 1960er Jahren auf 90 m verlängert. Die Linien 1, 4 und 14 werden von automatischen Zügen befahren, deren Stationen sind daher mit Bahnsteigtüren ausgestattet.
Gleisverbindungen zwischen den fünf Métrolinien existieren am U-Bahnhof Châtelet nicht. Westlich der Station der Linie 1 befindet sich ein einfacher Gleiswechsel. Die Stationen der Linien 1 und 7 liegen in derselben Ebene, die der Linie 11 eine Ebene tiefer, die wiederum von der Linie 4 unterquert wird. Noch tiefer liegt die Station der im Schildvortriebverfahren gebauten Linie 14.
Alle Stationen sind für Umsteiger durch Gänge miteinander verbunden. Am 21. Oktober 1964 wurden – die in der Pariser Métro ersten – Fahrsteige mit 132 m Länge installiert. Vom Straßenraum aus existieren vierzehn Zugänge, die älteren wurden von Hector Guimard im Stil Art nouveau gestaltet. Einen der Zugänge ziert das Replikat der ehemaligen Eingangsüberdachung an der Station Gare de Lyon.

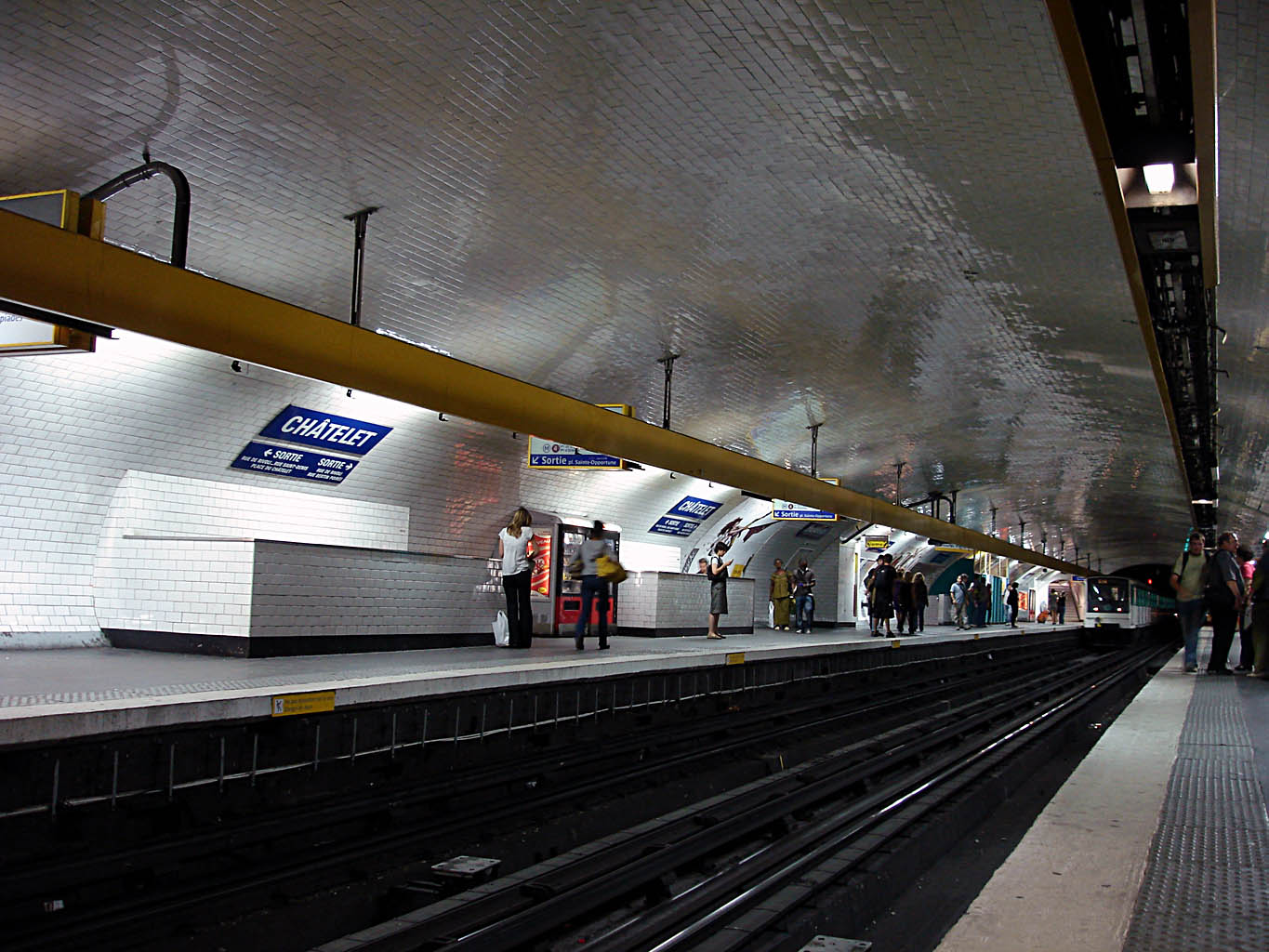
Station der Linie 1 vor dem Einbau der Bahnsteigtüren, 2008
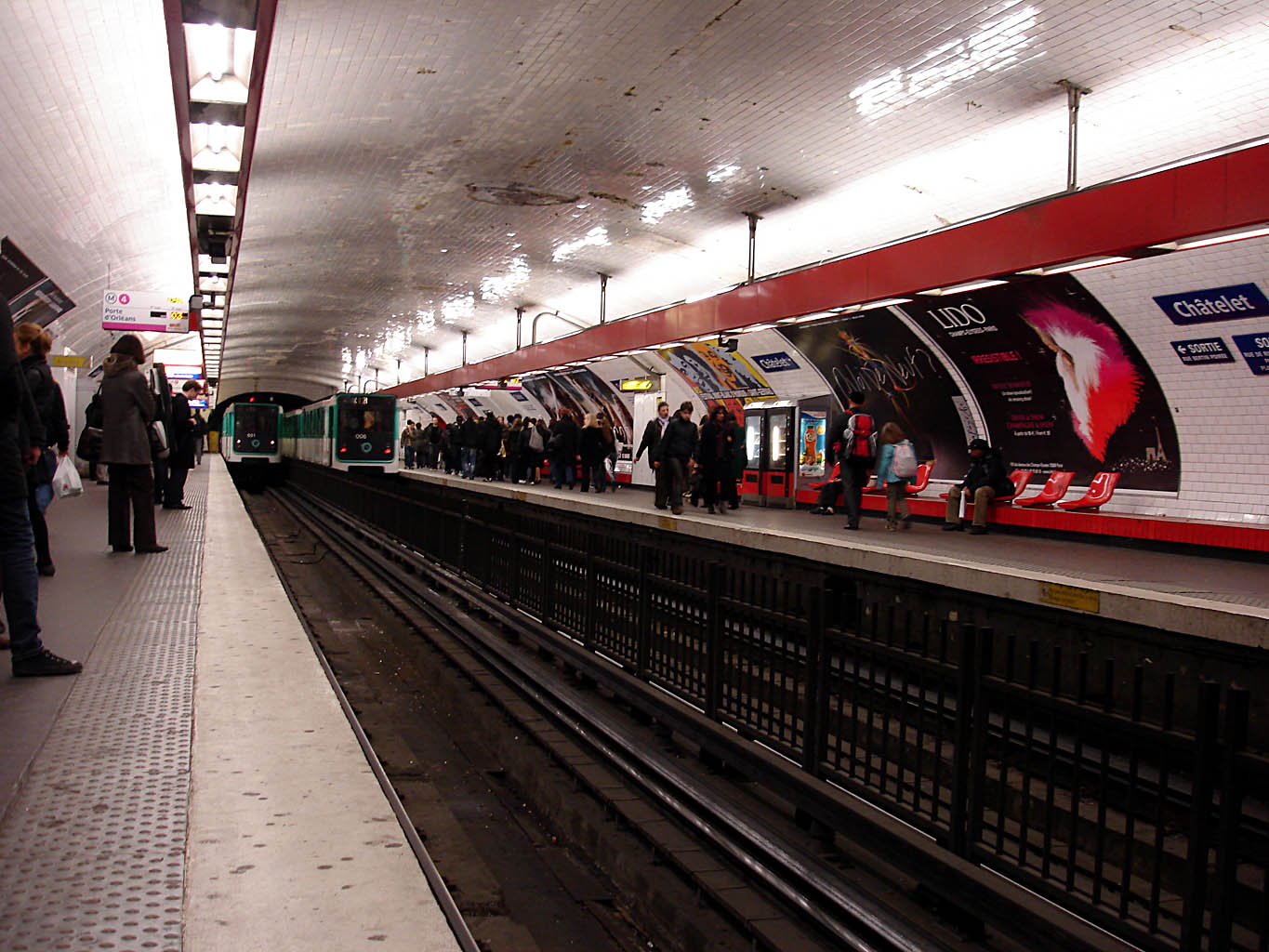
Station der Linie 4
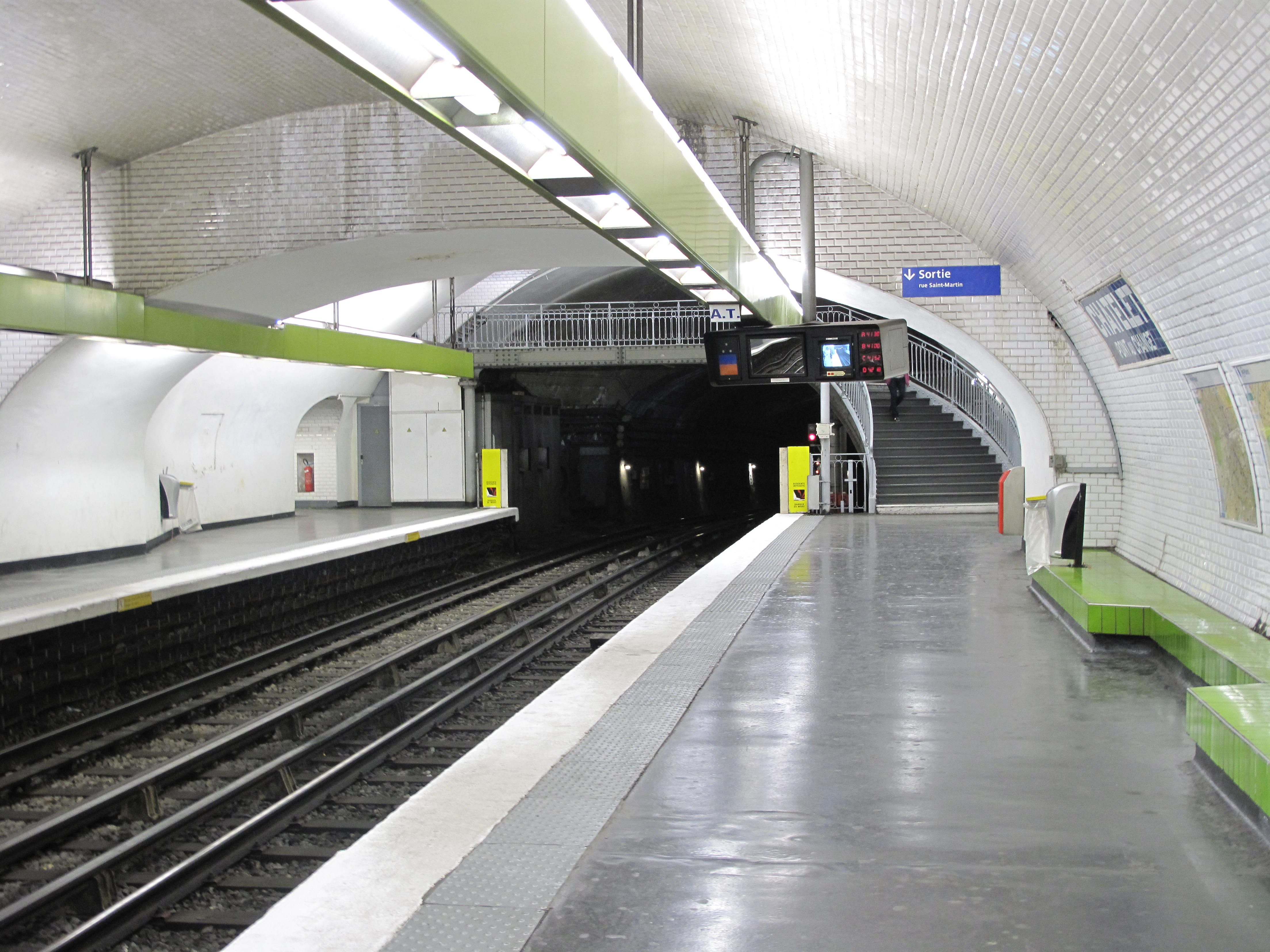
Station der Linie 7
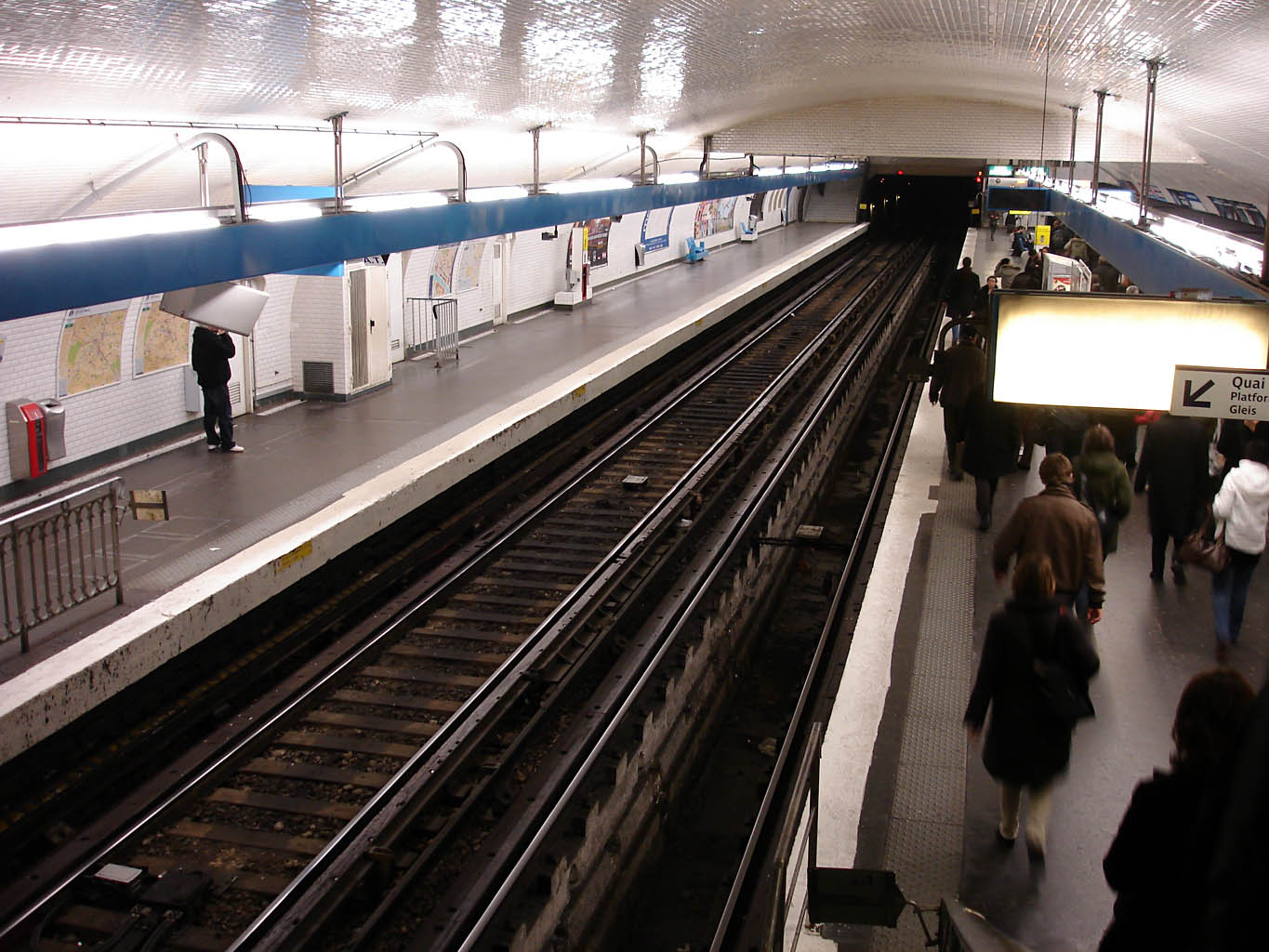
Station der Linie 11, Blickrichtung Abstell- und Wendeanlage
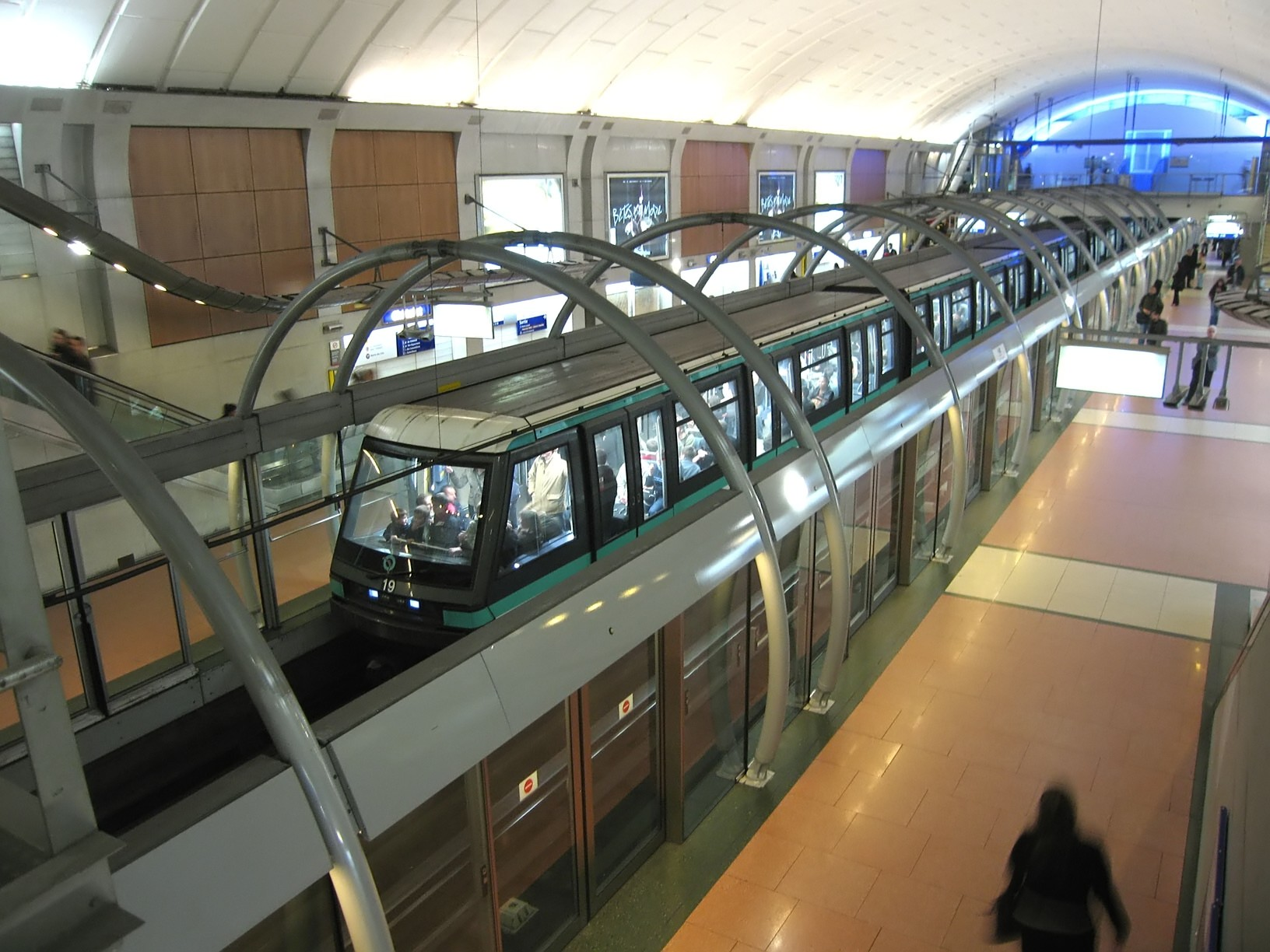
Station der Linie 14

## Fahrzeuge

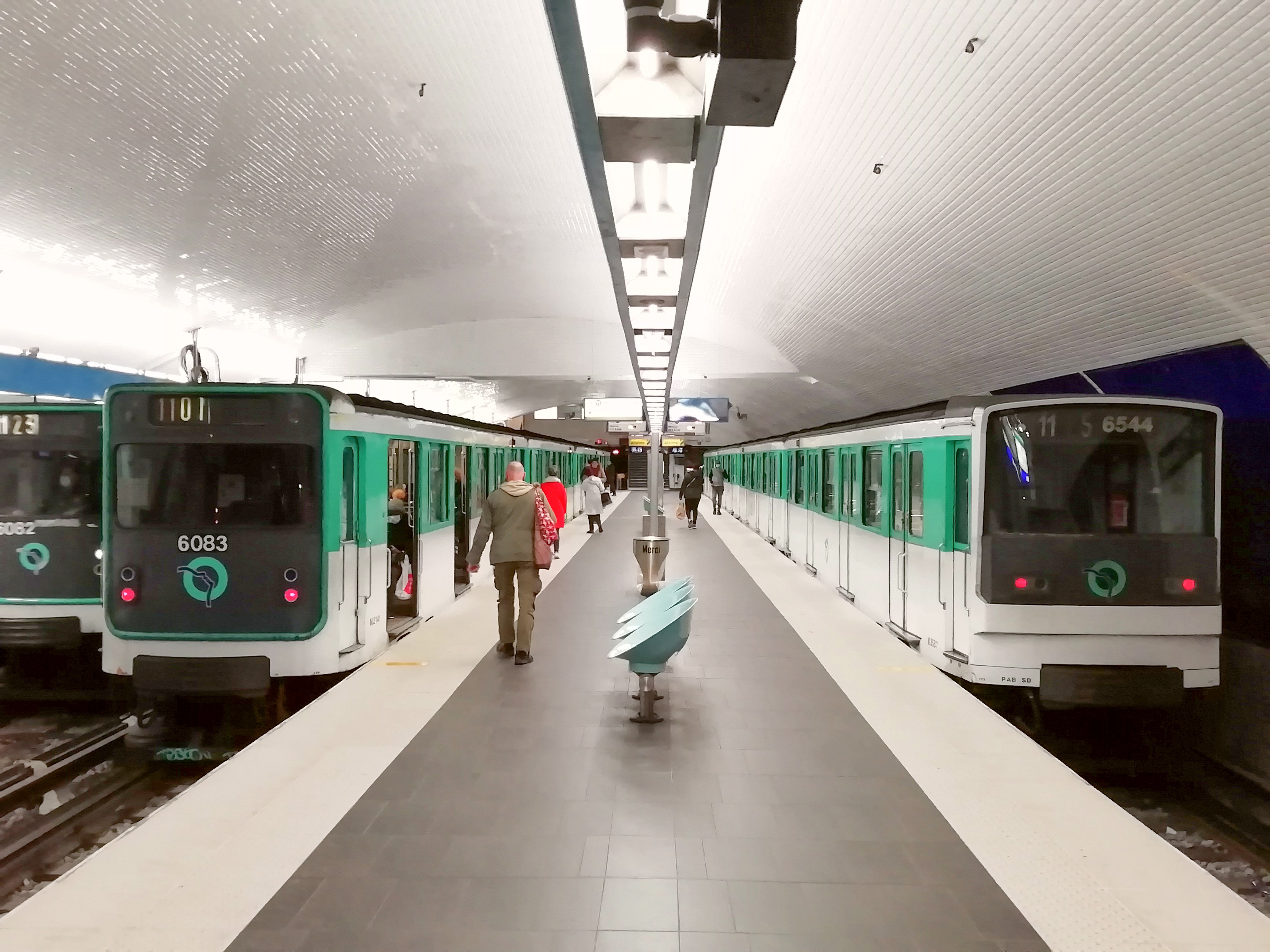
Züge der Baureihen MP 59 (links) und MP 73 in der dreigleisigen Station der Linie 11

Zunächst verkehrten auf der Linie 1 Züge, die aus einem Triebwagen mit nur einem Führerstand und zwei Beiwagen bestanden. Diese Fahrzeuge waren zweiachsig und jeweils knapp neun Meter lang. Bereits 1902 wurden Acht-Wagen-Züge gebildet, die aus sechs Beiwagen und je einem Triebwagen an den Zugenden gebildet waren. Bis 1905 wurden die Triebwagen, ab 1906 die Beiwagen durch vierachsige Fahrzeuge ersetzt, die auf Drehgestellen ruhten. 1908 hielten grüne Fünf-Wagen-Züge der Bauart Sprague-Thomson auf der Linie 1 Einzug, die sich dort bis in die 1960er Jahre hielten. Ab Mai 1963 wurden die auf Schienen verkehrenden Sprague-Thomson-Züge sukzessive durch gummibereifte Fahrzeuge der Baureihe MP 59 abgelöst, bis Dezember 1964 herrschte Mischverkehr der zwei Betriebsarten. 1997 folgte die Baureihe MP 89, die mit der Aufnahme des automatischen Betriebs der Baureihe MP 05 wich.
Auf der Linie 4 verkehrten bis 1928 Fünf-Wagen-Züge aus zunächst drei zweimotorigen, später zwei viermotorigen Triebwagen und Beiwagen. Sie wurden durch Sprague-Thomson-Züge abgelöst, die in den Jahren 1966/67 sukzessive durch gummibereifte Sechs-Wagen-Züge der Baureihe MP 59 ersetzt wurden. Seit 2011 ist auf der Linie 4 die Baureihe MP 89 CC im Einsatz. Die Umstellung der Linie 4 auf fahrerlose Züge der Baureihen MP 89 CA, MP 05 und MP 14 hat am 12. September 2022 begonnen und soll bis Ende 2023 abgeschlossen sein.
Konventionelle Fünf-Wagen-Züge der Baureihe MF 77 verkehren auf der Linie 7. Zwischen 1971 und 1979 liefen dort Züge der Baureihe MF 67, davor solche der Bauart Sprague-Thomson.
Die Linie 11 war zunächst ebenfalls mit Sprague-Thomson-Zügen bestückt. Nach dem Umbau der Strecke im Jahr 1956 wurden sie zunächst durch die „Gummi“-Baureihe MP 55 ersetzt. Seit 1999 verkehren Vier-Wagen-Züge der Baureihen MP 59 und (seit 2009) MP 73. Anfang Juni 2023 begann die schrittweise Umstellung der Linie 11 auf Fünf-Wagen-Züge der Baureihe MP 14.

## Umgebung

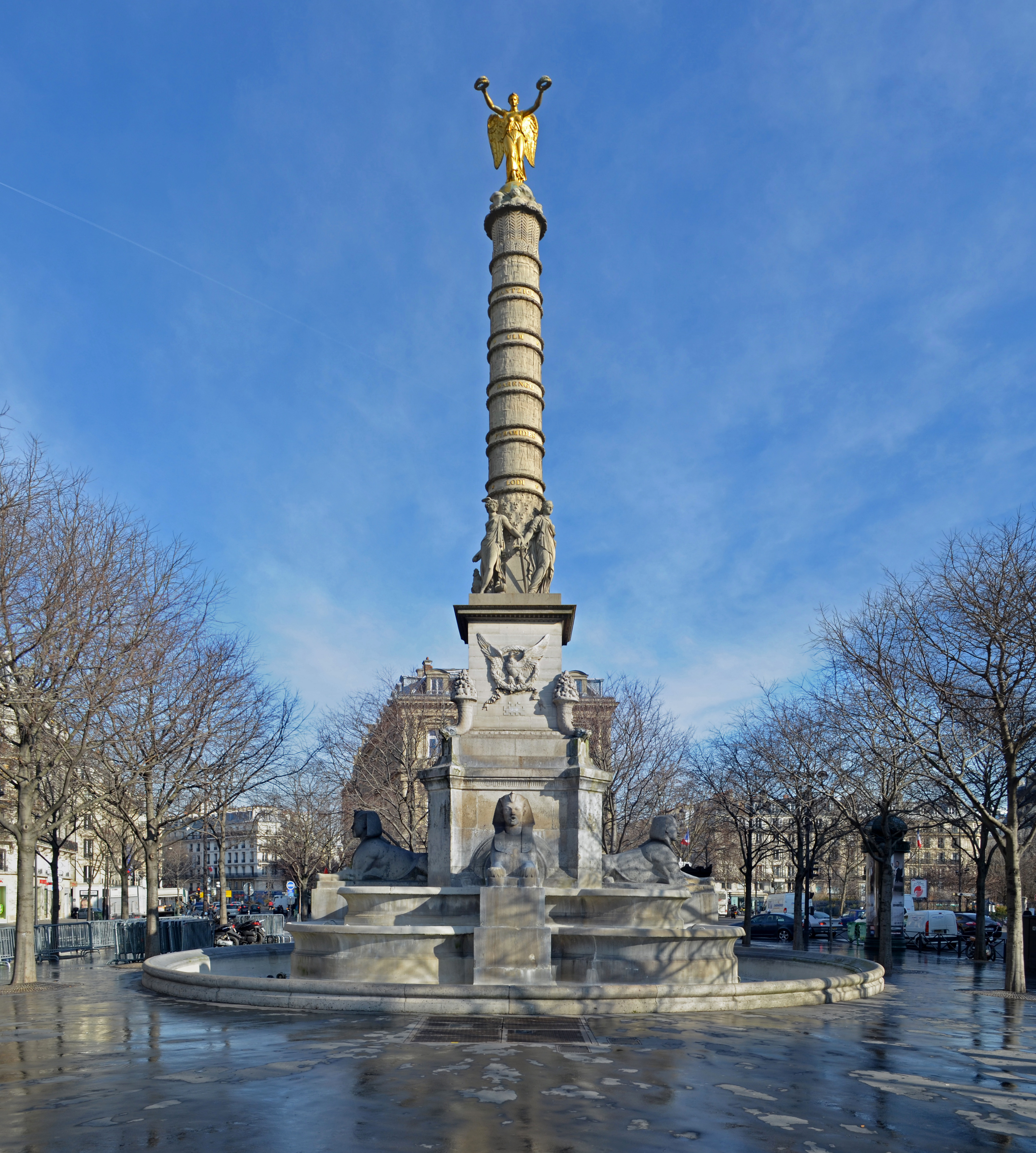
Fontaine du Palmier auf der Place du Châtelet

- Tour Saint-Jacques, ein 51 m hoher gotische Glockenturm der ehemaligen Kirche Saint-Jacques-la-Boucherie
- Fontaine du Palmier, eine 1808 aufgestellte Siegessäule auf einem Sockelbrunnen aus dem Jahr 1858